# Heidi Johansen
Heidi Johansen (gift Heidi Yde Herrig) född 5 april 1978 i Randers, Danmark. Hon är en inte längre aktiv dansk handbollsspelare. Hon spelade som mittsexa.

## Karriär
Elitkarriären inleddes i Vorup FB, i ett berömt ungdomslag, där hon spelade med Merete Möller och Katrine Fruelund. Efter två  säsonger där som senior, kom Heidi Johansen till Randers HK som blev den klubb hon spelade för under 8 av sina 10 år i damehåndboldligaen. Efter ett år i Randers gjorde hon ett års uppehåll bland annat för att resa jorden runt. Hon spelade sedan två år till i Randers innan hon bytte klubb till FOX Team Nord i Frederikshavn. Hon stanna bara 2 år i Fox och var sedan åter i Randers fyra år 2004–2008. Hon kom dit 2004 då Kjersti Grini var tränare, och klubben hade en grupp rumänska spelare. Randers siktade på att vinna DM-guld, men så lämnade Grini och rumänskorna klubben, och man fick slåss för att undgå nedflyttning. 2006 drabbades Heidi Johanssen av en korsbandsskada som krävde ett års rehabilitering. Sammanlagt spelade hon 190 matcher i Århus och gjorde 386 mål för klubben. När hon slutade 2008 var det bara tre spelare som hade fler matcher i klubben.

### Landslagskarriär[3]
Heidi Johansen  debuterade 2001 den 16 oktober i en turnering mot Portugal då Danmark vann en storseger med 39-15. Hon spelade sedan till 2005 61 landskamper och gjorde 67 mål i danska landslaget. Sista landskampen mot Sydkorea den 17 november i World Cup före VM-2005. Främsta meriten med landslaget var EM-guldet 2002 på hemmaplan. Hon spelade också VM 2001 och VM 2003.

## Klubbar[4]
- Vorup FB (1996–1998)
- Randers HK (1998–1999, speluppehåll 1999–2000)
- Randers HK  (2000–2002)
- FOX Team Nord ( 2002–2004)
- Randers HK ( 2004[5] –2008)

## Meriter
- EM-guld 2002 med Danmarks damlandslag i handboll
- Brons i danska mästerskapet med Randers HK.

### Fotnoter
1. ↑  ”EHF / Heidi Yde Herrig”. Arkiverad från originalet den 30 mars 2019. https://web.archive.org/web/20190330181855/http://www.eurohandball.com/ec/ehfc/women/2007-08/player/509141/Heidi+Yde+Herrig. Läst 12 mars 2019.
2. ↑  ”Fighterns sidste omgang”. https://amtsavisen.dk/randershk/Fighterens-sidste-omgang/artikel/14190. Läst 11 mars 2019.
3. ↑  ”Haslund info / Heidi Johansen”. http://www.haslund.info/haandbold/20_dame/20_spillere/johhei.asp. Läst 12 mars 2019.
4. ↑  ”DHDb / Heidi Johansen”. http://dhdb.hyldgaard-jensen.dk/spiller.php?id=3797. Läst 12 mars 2019.
5. ↑  ”Heidi Johansen till Randers”. https://politiken.dk/sport/art4902615/Heidi-Johansen-til-Randers-HK. Läst 12 mars 2019.